# Pia Hallström
Pia Hallström, född 23 september 1961 i Karlstad, död 11 oktober 2016 i Forshaga i Värmlands län, var en svensk lärare, rektor och politiker (moderat). Hon var ordinarie riksdagsledamot 2010–2016, invald för Värmlands läns valkrets.

## Biografi
Hallström växte upp i Karlstad. Hon gick fyraårigt tekniskt gymnasium på Älvkullegymnasiet med inriktning på bygg och anläggning och tog studenten 1981. I slutet av 1990-talet gick Hallström på Karlstads universitet och tog gymnasielärarexamen 2001. Hon arbetade som lärare vid Mörmoskolan i Hammarö kommun 1989–1991, vid Rudsskolan i Karlstad 1993–1994 och Frödingskolan på Kronoparken i Karlstad 2001–2008. Hallström var rektor på Frödingskolan 2008–2010.
Hallström valdes in i kommunfullmäktige i Forshaga kommun 2002. Hon satt i kommunstyrelsen 2002–2010 och i barn- och utbildningsnämnden 2002–2010, samt var suppleant i regionstyrelsen i Region Värmland 2006–2010. Under denna period var Hallström också ordförande för Moderaterna i Forshaga 2002–2010 och 1:a vice förbundsordförande för Moderaterna i Värmland 2009–2010. Hon valdes 2004 till ordförande för Moderatkvinnorna i Värmland.
Hallström valdes in i riksdagen i samband med valet 2010. Som nytillträdd riksdagsledamot blev hon suppleant i justitieutskottet och arbetsmarknadsutskottet. Hallströms främsta profilfrågor i justitieutskottet var människohandel, hedersproblematik, brottsoffer och brottsförebyggande frågor. Hon blev under våren 2012 även invald i utbildningsutskottet.
År 2013 diagnosticerades Hallström med cancer och berättade öppet om detta inför valet 2014. Efter behandling återgick hon till politiken, men insjuknade åter och dog den 11 oktober 2016. Efter hennes död efterträddes hon av Pål Jonson som riksdagsledamot.

### Familj
Pia Hallström var bosatt i Forshaga, var gift och hade fyra barn.